# Bahla Club
Bahla Club is een Omaans voetbalclub uit Bahla die in de Omani League uitkomt.
Al-Khaburah · Al-Nahda · Al Shabab · Al-Nasr Salalah · Al-Oruba · Dhofar · Masqat FC · Al-Seeb · Sur Club · Talia Club · Sahem Club · Sohar Club